# Pycnodictya kelleri
Pycnodictya kelleri är en insektsart som först beskrevs av Schulthess Schindler 1894.  Pycnodictya kelleri ingår i släktet Pycnodictya och familjen gräshoppor. Inga underarter finns listade i Catalogue of Life.